# 宇城市立図書館
宇城市立図書館（うきしりつとしょかん）は、熊本県宇城市にある図書館である。宇城市立図書館本館と三角分館、小川分館、豊野分館の4館からなる。

## 歴史
2005年（平成17年）1月15日に三角町、不知火町、松橋町、小川町、豊野町が合併して宇城市となるにあたって各町の図書館がそれぞれ宇城市立三角図書館、不知火図書館、松橋図書館、小川図書館、豊野図書館となった。当初は松橋図書館を中央図書館としていたが、その後は不知火図書館を中央図書館とした。
2010年（平成22年）4月から移動図書館の巡回を開始した。
2015年（平成27年）7月に松橋図書館を閉館し、中央図書館へと統合した。
2016年（平成28年）3月20日に豊野図書館を移転し、中央図書館豊野分館とした。同年4月の熊本地震により中央図書館が被災し、天井を覆う鉄製の装飾が落ち、壁が崩れ、書架の一部が傾き、窓ガラスも割れる被害を受けて休館となり、2017年（平成29年）7月7日に開館した。
2018年（平成30年）4月、三角図書館、小川図書館をそれぞれ中央図書館三角分館、中央図書館小川分館とした。
宇城市は宇城市立図書館及び宇城市不知火美術館の指定管理者を2020年（令和2年）10月16日から募集し、同年11月26日にカルチュア・コンビニエンス・クラブを選定したと公開した後、12月10日に議会で可決された。2022年4月1日から開始と予定された。
2021年8月2日から改修のため中央図書館が休館。
2022年（令和4年）4月、全館について宇城市立中央図書館を宇城市立図書館と改称、不知火文化プラザとしていた施設名称を不知火美術館・図書館と変更して3日に開館した。

## サービス
貸出の利用者申請登録は国内居住者が対象である。
館外貸出
図書：15冊まで2週間以内
AV資料：2点まで2週間以内
開館時間
本館：平日土日祝：9時00分 - 21時00分
三角分館、小川分館、豊野分館：平日土日祝 10時00分 - 18時00分
休館日
本館：なし
三角分館、小川分館、豊野分館：月曜日（祝日の時はその翌日）、年末年始、特別整理日

## 宇城市立図書館本館
1999年（平成11年）7月19日に不知火町立図書館として開館し、2005年（平成17年）1月15日の合併により宇城市立不知火図書館となり、さらに宇城市立中央図書館となった。2022年（令和4年）4月より宇城市立図書館となった。

### 施設

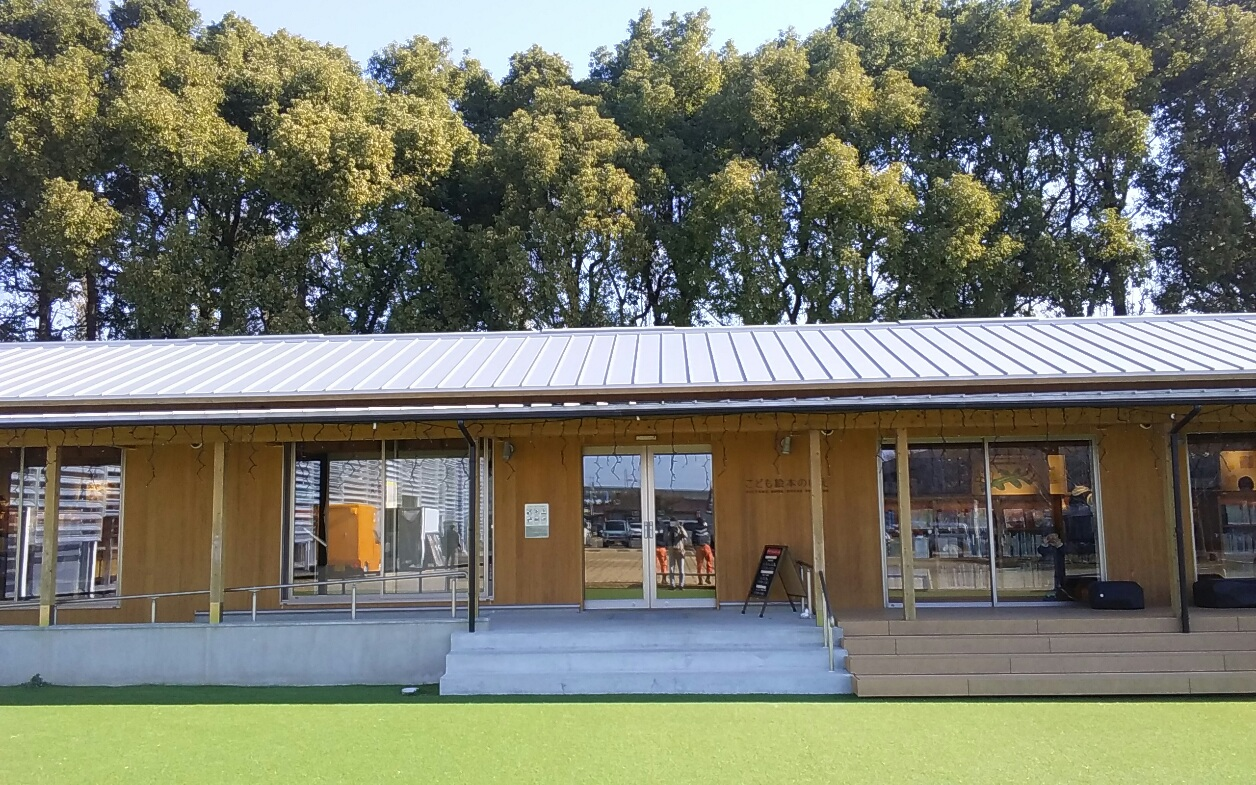
こども絵本のいえ

不知火美術館・図書館（旧称・不知火文化プラザ）に宇城市不知火美術館と併設されている。施設は不知火文化プラザとして2001年、第17回図書館協会建築賞を受賞した。2022年4月3日より不知火美術館・図書館と改称し、こども絵本のいえを増築した。
建物概要
地上1階
延床面積：1,793.18m²（新築時）

## 宇城市立図書館三角分館
1995年（平成7年）5月8日に旧法務局を改築して三角町立図書館として開館し、2005年（平成17年）1月15日の合併により宇城市立三角図書館となった。2008年（平成20年）11月より隣に新たな建物を新築して、2009年（平成21年）3月21日に移転開館し、2018年（平成30年）4月に宇城市立中央図書館三角分館となった。2022年（令和4年）4月より宇城市立図書館三角分館。
所在地
宇城市三角町波多219番地1
位置
北緯32度36分46.83秒 東経130度28分14.72秒 / 北緯32.6130083度 東経130.4707556度

## 宇城市立図書館小川分館
1999年（平成11年）4月1日、小川町総合文化センター・ラポート内に小川町立図書館として開館し、2005年（平成17年）1月15日の合併により宇城市立小川図書館となり、2018年（平成30年）4月に宇城市立中央図書館小川分館となった。2022年（令和4年）4月より宇城市立図書館小川分館。
所在地
宇城市小川町江頭80番地
位置
北緯32度35分34.88秒 東経130度42分16.16秒 / 北緯32.5930222度 東経130.7044889度

## 宇城市立図書館豊野分館
合併前の豊野町には豊野町図書室があったが、2005年（平成17年）1月13日に図書館を開館、同月15日の合併により宇城市立豊野図書館となった。2016年（平成28年）3月20日に豊野支所内に移転して宇城市立中央図書館豊野分館となった。2022年（令和4年）4月より宇城市立図書館豊野分館。
所在地
宇城市豊野町糸石3516番地1
位置
北緯32度38分20.98秒 東経130度44分59.22秒 / 北緯32.6391611度 東経130.7497833度

## 移動図書館
2010年（平成22年）3月17日に移動図書館車「うきうき号」の運行式を挙行、4月から巡回を開始した。

## かつてあった図書館
宇城市立松橋図書館
1974年（昭和49年）に松橋町立図書館として開館した。1987年（昭和62年）4月1日に旧松橋小学校の校舎を改装した建物に移転し、2005年（平成17年）1月15日の合併により宇城市立松橋図書館となった。合併当初は中央図書館であった。2015年（平成27年）7月に老朽化などを理由として閉館し、中央図書館へと統合された。その後、図書を取り寄せて借りることのできる松橋ブックサービスが松橋公民館に置かれたが、2019年（令和元年）12月に廃止された。また、松橋図書館の廃止を受けて住民が2016年（平成28年）2月6日に「街なか図書館 濱まち」を、同年4月3日に「街なか図書館 出町」を開設した。